# Truyes
Truyes település Franciaországban, Indre-et-Loire megyében. Lakosainak száma 2430 fő (2022. január 1.). Truyes Athée-sur-Cher, Azay-sur-Cher, Cormery, Courçay és Esvres községekkel határos.

## Népesség
A település népessége az elmúlt években az alábbi módon változott:
| Lakosok száma | 781  | 1254 | 1588 | 2018 | 2175 | 2344 | 2433 | 2452 | 2443 | 2430 |
|               | 1968 | 1982 | 1990 | 2006 | 2013 | 2015 | 2017 | 2019 | 2020 | 2022 |